# Муркова, Эва
Эва Муркова (словац. Eva Murková; род. 29 мая 1962, Бойнице) — чехословацкая легкоатлетка, специалистка по прыжкам в длину и бегу на короткие дистанции. Выступала за сборную Чехословакии по лёгкой атлетике в 1980-х годах, обладательница бронзовой медали международного турнира «Дружба-84», чемпионка Европы в помещении, многократная победительница национальных первенств, действующая рекордсменка Словакии и Чехословакии.

## Биография
Эва Муркова родилась 29 мая 1962 года в городе Бойнице, Словакия.
Впервые заявила о себе на международном уровне в сезоне 1982 года, когда вошла в состав чехословацкой сборной и выступила в прыжках в длину на чемпионате Европы в Афинах.
В 1983 году в той же дисциплине одержала победу на чемпионате Европы в помещении в Будапеште, заняла шестое место на Спартакиаде народов СССР в Москве, принимала участие во впервые проводившемся чемпионате мира по лёгкой атлетике в Хельсинки — показала седьмой результат в прыжках в длину и восьмой результат в эстафете 4×100 метров. Также в этом сезоне в прыжках в длину стала второй на Кубке Европы в Лондоне.
В 1984 году на чемпионате Европы в помещении в Гётеборге завоевала серебряную награду в прыжках в длину и заняла пятое место в беге на 60 метров. На домашнем турнире в Братиславе превзошла всех соперниц в прыжках в длину, установив оставшийся непревзойдённым рекорд Чехословакии и ныне действующий словацкий рекорд. Рассматривалась в качестве кандидатки на участие в летних Олимпийских играх в Лос-Анджелесе, однако Чехословакия вместе с несколькими другими странами восточного блока бойкотировала эти соревнования по политическим причинам. Вместо этого Муркова выступила на альтернативном турнире «Дружба-84» в Праге, где была пятой в прыжках в длину и третьей в эстафете 4×100 метров.
В 1985 году установила ныне действующие национальные рекорды в беге на 50 и 60 метров — 6,31 и 7,21 соответственно. На чемпионате Европы в помещении в Пирее дошла до полуфинала на дистанции 60 метров и выиграла серебряную медаль в прыжках в длину.
В 1986 году прыгала в длину на чемпионате Европы в Штутгарте, в финал не вышла.
В 1987 году на Кубке Европы в Праге была четвёртой в прыжках в длину и пятой в беге на 100 метров. Будучи студенткой, представляла Чехословакию на Всемирной Универсиаде в Загребе, где в прыжках в длину заняла итоговое 14-е место. На чемпионате мира в Риме провалила все свои попытки в прыжках в длину, не показав никакого результата.
В 1988 году бежала 60 метров на чемпионате Европы в помещении в Будапеште, в финал не вышла. По окончании сезона завершила спортивную карьеру.